# Psathyrostachys
Psathyrostachys is een geslacht uit de grassenfamilie (Poaceae). De soorten van dit geslacht komen voor in delen van Europa, Azië en Zuid-Amerika.

## Soorten
Van het geslacht zijn de volgende soorten bekend: 
- Psathyrostachys caduca
- Psathyrostachys caespitosa
- Psathyrostachys daghestanicus
- Psathyrostachys desertorum
- Psathyrostachys fragilis
- Psathyrostachys huachanica
- Psathyrostachys huashanica
- Psathyrostachys hyalantha
- Psathyrostachys juncea
- Psathyrostachys junceus
- Psathyrostachys kronenburgii
- Psathyrostachys lanuginosa
- Psathyrostachys rupestris
- Psathyrostachys ruprestris
- Psathyrostachys scabriphylla
- Psathyrostachys stoloniformis